# Ökumenischer Patriarch von Konstantinopel

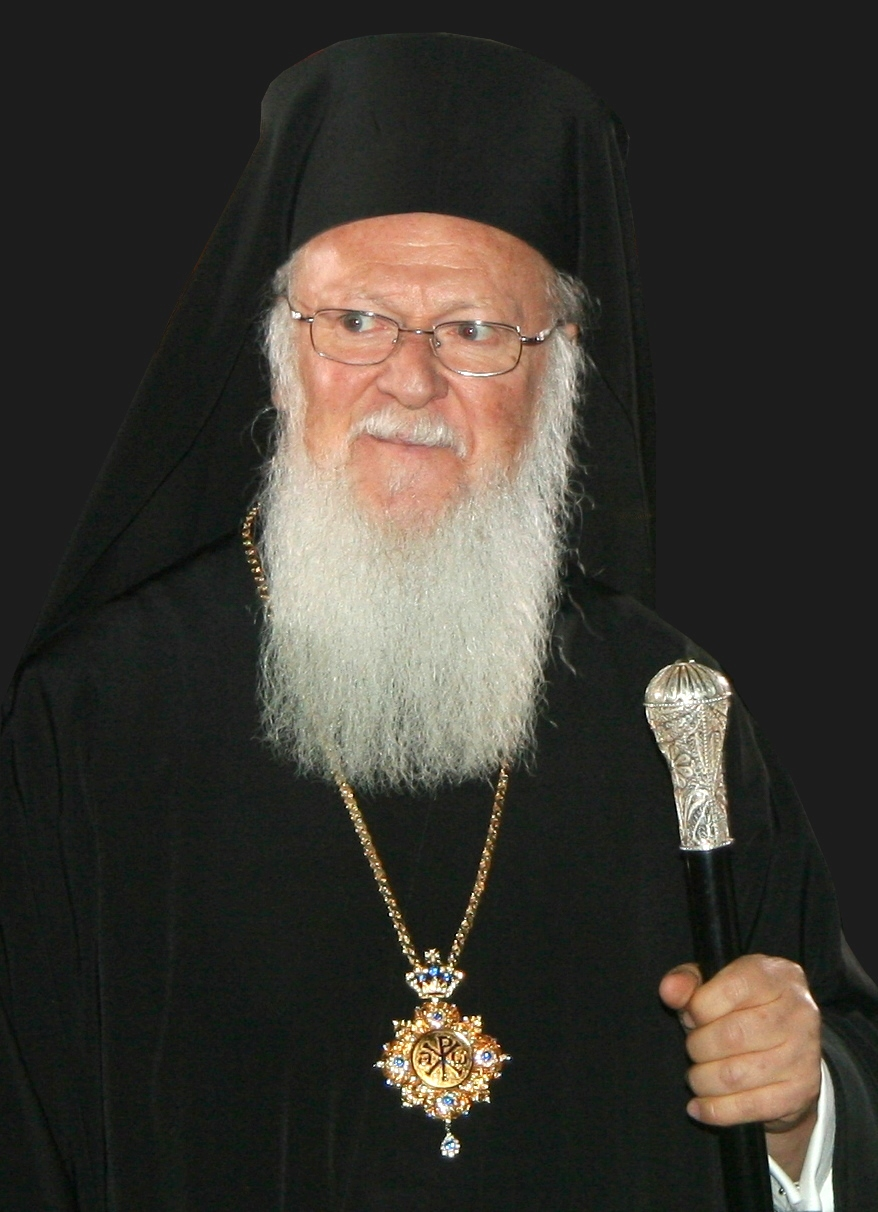
Der amtierende Patriarch Bartholomeos I. (seit Oktober 1991)

Der Ökumenische Patriarch von Konstantinopel (griechisch Οικουμενικός Πατριάρχης Κωνσταντινουπόλεως, türkisch Konstantinopolis Ekümenik Patrikhanesi) hat eine Doppelrolle innerhalb der orthodoxen Kirche: Zum einen ist er das Oberhaupt der orthodoxen Kirche von Konstantinopel, zum anderen steht er den Bischöfen des gesamten orthodoxen Christentums als „primus inter pares“ vor. Sein Amtssitz liegt im Phanar in Istanbul. Laut türkischem Recht muss der Patriarch türkischer Staatsbürger sein (einzige Ausnahme nach 1923 war der Grieche Athinagoras; 1948–72). Sein offizieller Titel ist Erzbischof des Neuen Roms Konstantinopel und Oekumenischer Patriarch (griechisch Ἀρχιεπίσκοπος Νέας Ρώμης Κωνσταντινουπόλεως καὶ Οἰκουμενικὸς Πατριάρχης, türkisch Yeni Roma ve Konstantinopolis Başpiskoposu ve Ekümenik Patrik).
Seit 1991 hat das Amt Bartholomeos I. inne. Die Anrede ist wie beim Papst „Seine Heiligkeit“.

## Oberhaupt der Kirche von Konstantinopel
Der Patriarch ist das Oberhaupt der autokephalen Kirche von Konstantinopel. In spirituellen Angelegenheiten hat er ferner Weisungsrechte innerhalb der autonomen griechischen Mönchsrepublik Athos.

## Als Ehren-Oberhaupt der gesamten orthodoxen Christenheit
Wie der Bischof von Rom sich in der Nachfolge des Apostels Petrus versteht, so sieht sich der Bischof von Konstantinopel in der Nachfolge des Apostels Andreas, der als erster Bischof dieser Stadt verehrt wird.
Seit dem Zweiten Ökumenischen Konzil (Konstantinopel 381) steht der Ökumenische Patriarch von Konstantinopel vor den Patriarchaten Alexandrien, Antiochien und Jerusalem, siehe Pentarchie, hat also den ersten Patriarchenstuhl der orthodoxen Christenheit inne. Heute gibt es weitere Patriarchate, siehe unter Liste der kanonischen orthodoxen Kirchen.
Damit ist der Ökumenische Patriarch „primus inter pares“ unter den Patriarchen im orthodoxen Christentum. Dies kommt zum Ausdruck durch den Titel ökumenisch, was hier keine interkonfessionelle, sondern eine intrakonfessionelle Bedeutung hat. Der Ökumenische Patriarch koordiniert die Zusammenarbeit der orthodoxen Kirchen, er beruft die Panorthodoxen Konferenzen ein und führt den ökumenischen Dialog. Anders als der Papst in der römisch-katholischen Kirche hat er keine Weisungsbefugnisse gegenüber den anderen autokephalen Kirchen und setzt dort auch keine Bischöfe ein.
Die türkische Regierung erkennt den Patriarchen nur in seiner Eigenschaft als Oberhaupt der griechischen Orthodoxie in der Türkei an, nicht jedoch als Ehrenoberhaupt der Orthodoxie.

## Sukzession
Wegen der geringen Zahl in der Türkei verbliebener Orthodoxer ist die Wahl eines qualifizierten Kirchenoberhaupts zunehmend schwierig. Erschwerend kommt hinzu, dass die Ausbildung von Priestern zurzeit in der Türkei vom Staat verboten wird. Das einzige verbliebene griechisch-orthodoxe Priesterseminar in der Türkei auf der Prinzeninsel Heybelıada (griech. Halki) im Marmarameer wurde 1971, als die Türkei alle privaten Hochschulen verstaatlichte, vom Staat geschlossen. Der Grund war, dass die türkische Regierung eine formelle Anbindung des Priesterseminars an die religiöse Fakultät der Universität von Istanbul verlangte, das Patriarchat aber auf Unabhängigkeit bestand. Eine Wiedereröffnung wurde von der türkischen Regierung immer wieder zugesagt, dies wurde jedoch bis heute nicht in die Tat umgesetzt. Priester und Theologen sind daher darauf angewiesen, im Ausland zu studieren, riskieren dabei allerdings, dass ihnen die türkische Staatsbürgerschaft entzogen wird.